# Linghu, Hunan
Linghu (kinesiska: 酃湖, 酃湖乡) är en socken i Kina. Den ligger i provinsen Hunan, i den södra delen av landet, omkring 150 kilometer söder om provinshuvudstaden Changsha. Antalet invånare är 44537. Befolkningen består av 21 306 kvinnor och 23 231 män. Barn under 15 år utgör 10,0 %, vuxna 15-64 år 85 %, och äldre över 65 år 4,0 %. Linghu ligger vid sjön Baiyutan Shuiku.
Genomsnittlig årsnederbörd är 1 658 millimeter. Den regnigaste månaden är maj, med i genomsnitt 253 mm nederbörd, och den torraste är oktober, med 28 mm nederbörd.